# Тейлор, Холли
Холли Тейлор (англ. Holly Taylor; 31 октября 1997, Мидлтон, Канада) — американская актриса и танцовщица канадского происхождения. Начала карьеру в 11 лет с выступлений в мюзикле «Билли Элиот». Играла роль Пейдж Дженнингс во всех шести сезонах сериала «Американцы», выходившего на канале FX. Снималась в телевизионной рекламе.

## Биография
Тейлор родилась 31 октября 1997 года в Мидлтоне, Новая Шотландия, Канада, в семье ирландки Маргарет и шотландца Марка. У неё есть старший брат Филип. После переезда семьи в Нью-Джерси в начале 2000 года, когда ей было три, она пошла в танцевальный класс. Спустя примерно год она объявила, что собирается выступать на Бродвее, когда подрастёт, чем удивила своих родителей. К одиннадцати годам она танцевала в восьми шоу в неделю как участник актёрского состава мюзикла «Билли Элиот», который ставился в нью-йоркском театре «Империал».
Мюзикл «Билли Элиот» шёл в течение 22 месяцев. После него Тейлор начала больше обращать внимание на актёрство, хотя поначалу это давалось непросто из-за сильной застенчивости. «Но затем, чем больше я начинала заниматься этим, тем дальше выходила из своей раковины, и тем больше удовольствия мне это доставляло» — говорила она.
Она записала кассету для проходившего в Лос-Анджелесе прослушивания в шпионский телевизионный триллер «Американцы», а после встречи с продюсерами в Нью-Йорке была взята в сериал.
Тейлор с двух лет жила в городе Уэйн, штат Нью-Джерси. В 2016 году выпустилась из местной школы Wayne Hills High School.
Стала студенткой университета Кейн в Юнионе, Нью-Джерси.

## Фильмография
| Год       |     | Русское название         | Оригинальное название        | Роль              |
| --------- | --- | ------------------------ | ---------------------------- | ----------------- |
| 2011      | с   |                          | Celebrity Nightmares Decoded | дочь              |
| 2011      | кор | Любовь и зомби           | Love and Zombies             | Элли              |
| 2012      | кор | Повар                    | The Cook                     | Гретхен           |
| 2013—2018 | с   | Американцы               | The Americans                | Пейдж Дженнингс   |
| 2013      | ф   | Эшли                     | Ashley                       | маленькая Эшли    |
| 2014      | ф   | Худшие друзья            | Worst Friends                | маленькая девочка |
| 2016      | ф   | Потусторонний мир        | The Otherworld               | Даннан            |
| 2017      | кор |                          | July                         | Лина              |
| 2017      | с   | Ночная смена             | The Night Shift              | Анна              |
| 2018      | ф   | Досье ведьмы             | The Witch Files              | Клэр              |
| 2018      | с   | Хороший доктор           | The Good Doctor              | Мэдди Глассман    |
| 2018      | с   | Булл                     | Bull                         | Хлоя Ньюхауз      |
| 2019      | с   | Тревожные                | The Unsettling               | Бекка             |
| 2019      | с   | Струны души Долли Партон | Dolly Parton's Heartstrings  | Делайла Коверн    |
| 2020      | ф   | Мы ещё молимся           | We Still Say Grace           | Мэгги             |
| 2021      | с   | Манифест                 | Manifest                     | Анджелина         |
| 2021      | ф   | Заложник-изгой           | Rogue Hostage                | Микки             |

## Награды и номинации
| Год  | Награда                        | Номинация                                                  | Номинируемая работа | Исход     | Источник |
| ---- | ------------------------------ | ---------------------------------------------------------- | ------------------- | --------- | -------- |
| 2015 | Сатурн                         | Лучшая роль молодого актёра или актрисы в телесериале      | «Американцы»        | Номинация | [ 4 ]    |
| 2015 | Молодой актёр                  | Лучшая молодая актриса второго плана                       | «Американцы»        | Победа    | [ 4 ]    |
| 2019 | Выбор телевизионных критиков   | Лучшая молодая актриса второго плана в телевизионной драме | «Американцы»        | Номинация | [ 4 ]    |
| 2019 | Премия Гильдии киноактёров США | Лучший актёрский состав в драматическом сериале            | «Американцы»        | Номинация | [ 4 ]    |